# Peter Schaller
Peter Schaller (11 februari 1966) is een Nederlands voormalig betaald voetballer. Hij kwam in het seizoen 1984/85 uit voor PEC Zwolle.

## Statistieken
| Seizoen | Club       | Land      | Competitie | Wed. | Goals |
| ------- | ---------- | --------- | ---------- | ---- | ----- |
| 1984/85 | PEC Zwolle | Nederland | Eredivisie | 3    | 1     |
| Totaal  | Totaal     | Totaal    | Totaal     | 3    | 1     |